# Évacuation d'Ayvalik
 (septembre 2022).
La mise en forme du texte ne suit pas les recommandations de Wikipédia : il faut le « wikifier ».
Les points d'amélioration suivants sont les cas les plus fréquents. Le détail des points à revoir est peut-être précisé sur la page de discussion.
- Les titres sont pré-formatés par le logiciel. Ils ne sont ni en capitales, ni en gras.
- Le texte ne doit pas être écrit en capitales (les noms de famille non plus), ni en gras, ni en italique, ni en « petit »…
- Le gras n'est utilisé que pour surligner le titre de l'article dans l'introduction, une seule fois.
- L'italique est rarement utilisé : mots en langue étrangère, titres d'œuvres, noms de bateaux, etc.
- Les citations ne sont pas en italique mais en corps de texte normal. Elles sont entourées par des guillemets français : « et ».
- Les listes à puces sont à éviter, des paragraphes rédigés étant largement préférés. Les tableaux sont à réserver à la présentation de données structurées (résultats, etc.).
- Les appels de note de bas de page (petits chiffres en exposant, introduits par l'outil «  Source ») sont à placer entre la fin de phrase et le point final[comme ça].
- Les liens internes (vers d'autres articles de Wikipédia) sont à choisir avec parcimonie. Créez des liens vers des articles approfondissant le sujet. Les termes génériques sans rapport avec le sujet sont à éviter, ainsi que les répétitions de liens vers un même terme.
- Les liens externes sont à placer uniquement dans une section « Liens externes », à la fin de l'article. Ces liens sont à choisir avec parcimonie suivant les règles définies. Si un lien sert de source à l'article, son insertion dans le texte est à faire par les notes de bas de page.
- La présentation des références doit suivre les conventions bibliographiques. Il est recommandé d'utiliser les modèles {{Ouvrage}}, {{Chapitre}}, {{Article}}, {{Lien web}} et/ou {{Bibliographie}}. Le mode d'édition visuel peut mettre en forme automatiquement les références.
- Insérer une infobox (cadre d'informations à droite) n'est pas obligatoire pour parachever la mise en page.

Pour une aide détaillée, merci de consulter Aide:Wikification.
Si vous pensez que ces points ont été résolus, vous pouvez retirer ce bandeau et améliorer la mise en forme d'un autre article.
 (septembre 2022).
Si vous disposez d'ouvrages ou d'articles de référence ou si vous connaissez des sites web de qualité traitant du thème abordé ici, merci de compléter l'article en donnant les références utiles à sa vérifiabilité et en les liant à la section « Notes et références ».
L'évacuation d'Ayvalik eut lieu en mai 1917 dans le cadre de la politique génocidaire du gouvernement ottoman. La population de la ville majoritairement grecque d'Ayvalik, Empire ottoman (dans la Turquie moderne) sur la côte est de la mer Égée a été déportée de force vers l'arrière-pays de l'Anatolie par les autorités ottomanes. La déportation a été organisée par le général de l'armée impériale allemande et conseiller militaire en chef de l'Empire ottoman, Liman von Sanders, et comprenait des marches de la mort, des pillages, des tortures, des viols et des massacres contre la population civile locale.
La persécution contre la population de la colonie d'Ayvalik, à majorité grecque, sur la côte est de la mer Égée, avait commencé en 1910. En 1917, pendant la Première Guerre mondiale, bien que la Grèce voisine soit encore un État neutre, la population ethnique grecque de l'État ottoman était considérée comme une menace interne et des politiques de génocide continuaient d'être mises en œuvre.

## Arrière plan

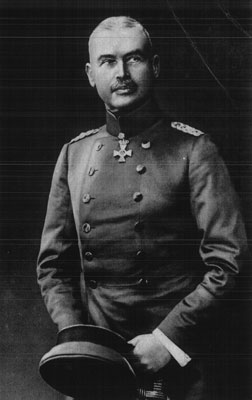
Général allemand et conseiller militaire de l'Empire ottoman, Otto Liman von Sanders

La population de la ville d'Ayvalik, à prédominance ethnique grecque, a déjà fait l'objet de persécutions parrainées par l'État à partir de 1910. Les politiques anti-grecques ont commencé avec le boycott des entreprises appartenant à des Grecs ; Des pancartes anti-grecques ont été placées dans plusieurs lieux publics de la ville et des hommes hurlants ont été mobilisés dans les rues d'Ayvalik afin de terroriser la population non musulmane. La population locale a été harcelée dans les campagnes par des groupes irréguliers et la culture de leurs champs a été interdite.
La persécution s'est intensifiée en 1914, lorsqu'un total d'environ 154 000 Grecs vivant dans la partie occidentale de l'Empire ottoman ont perdu leurs maisons. Avec le déclenchement de la Première Guerre mondiale et la participation de l'Empire ottoman aux côtés des puissances centrales, la persécution contre l'élément grec local a pris une forme plus violente et systématique et a touché une zone plus étendue, y compris également Pont dans le nord de l'Anatolie. Ces politiques comprenaient des confiscations de biens, ainsi que la création de bataillons de travail forcé pour tous les hommes grecs.
Pendant ce temps, des réfugiés grecs des régions de Bergama et d'Edremit affluaient vers la ville voisine d'Ayvalik, à l'époque une ville d'environ 30 000 habitants et à majorité grecque de 98,5 %,. Les autorités ottomanes ont cherché à exterminer davantage la population grecque d'Ayvalik avec la confiscation des propriétés grecques et les attaques d'irréguliers musulmans dans la périphérie. La première vague de déportation de certains résidents d'Ayvalik a eu lieu en 1914 et une seconde a suivi en juillet 1915.

## Évacuation
Selon un rapport du général allemand et conseiller militaire de l'Empire ottoman Otto Liman von Sanders, l'expulsion immédiate de l'ensemble des Grecs d'Ayvalik était une nécessité militaire ; sinon, il ne pourrait pas garantir la sécurité du front ottoman. Dès qu'il a visité Ayvalik, von Sanders s'est demandé à haute voix aux fonctionnaires ottomans :

« Ne pourrions-nous pas simplement jeter les infidèles à la mer ? »

L'ordre d'évacuation fut émis le 14 mars 1917. Toute la population grecque d'Ayvalik entre 12 et 80 ans a été exilée en Anatolie intérieure.
L'opération a été organisée par Liman von Sanders selon les historiens turcs. Bien que Sanders ait affirmé avoir tenté de garder le contrôle de l'opération, et rejette quant à lui la faute sur le gouvernement ottoman, de nombreuses atrocités ont été commises contre la population civile locale dès le début. De plus, les déportations se sont accompagnées de pillages et de destructions d'églises grecques, d'écoles, d'hôpitaux et d'habitations dans la région ainsi qu'à proximité de Bergama et de Dikili. Selon des rapports contemporains de la presse, des gangs de jeunes garçons musulmans ont également été mobilisés en amputant les mains d'enfants grecs en guise de punition après que ces derniers aient jeté des pierres sur les soldats ottomans.

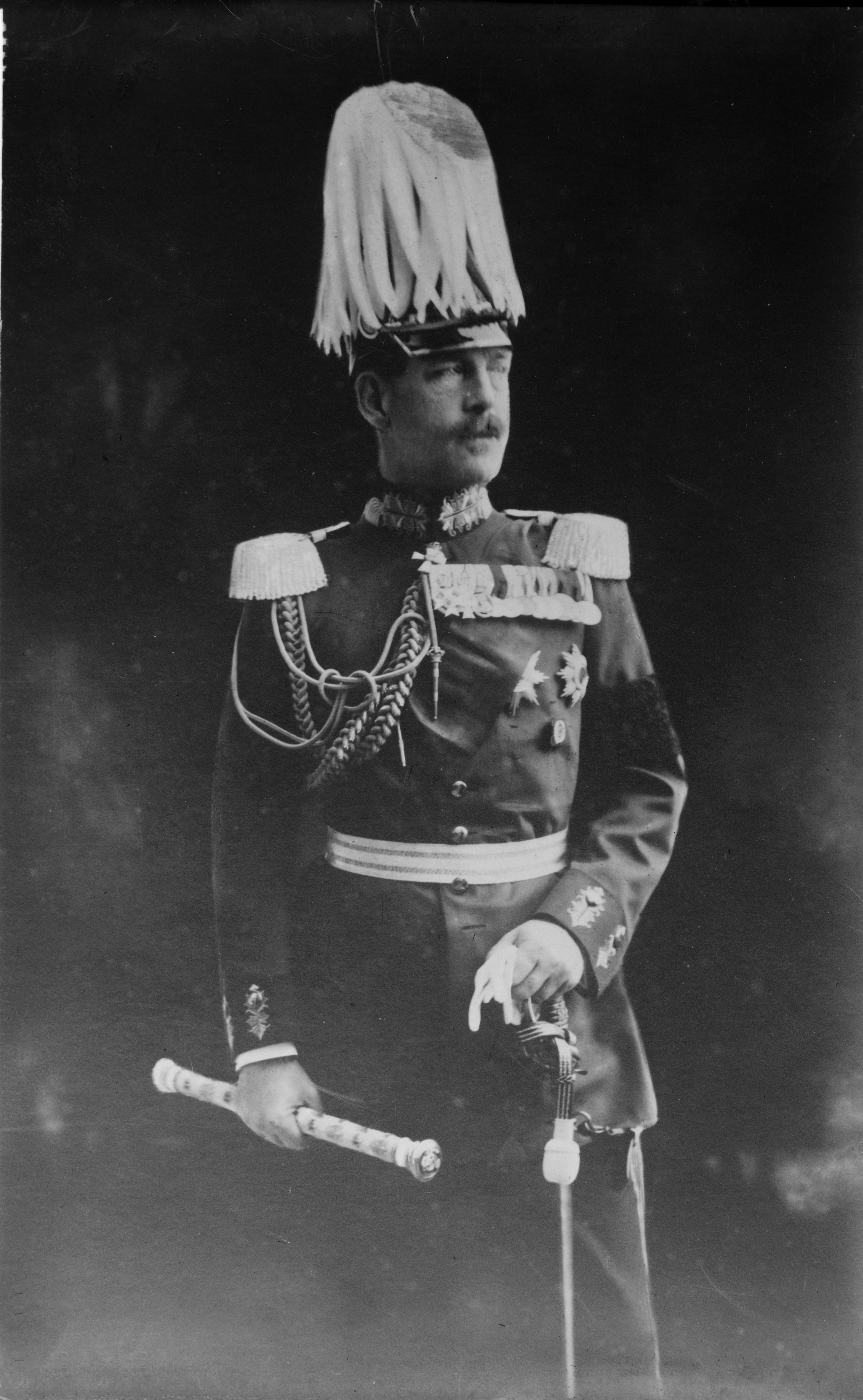
L'avenir du roi pro-allemand Constantin de Grèce est devenu précaire en Grèce en raison de l'implication allemande dans l'incident d'Ayvalik.

Les habitants ont été emmenés de force hors de leurs maisons, battus et déplacés vers les dépôts militaires locaux. Les femmes et les enfants ont été forcés de marcher à pied pendant 24 heures sur 24 jusqu'à la gare la plus proche. Au cours de la semaine suivante, ils ont été transférés à Bursa où ils ont été attaqués et lynchés par la foule musulmane et des groupes irréguliers ( bashibazouks ). De plus, des centaines de civils ont été emmenés dans des marches de la mort vers l'intérieur de l'Anatolie. Les malades ont été abattus par des soldats ottomans.

## Conséquences
Les estimations du nombre de déportés varient: selon les représentants ottomans-grecs, ils étaient à peu près 23 000, tandis que les comptes allemands estimaient que c. 12 000 à 20 000 ont été expulsés de force d'Ayvalik. L'expulsion d'un nombre aussi important est devenue un sujet majeur de l'agenda diplomatique européen et de la presse occidentale. L'Empire allemand craignait qu'une telle opération ne déclenche l'entrée de la Grèce (alors pays neutre) dans la Première Guerre mondiale du côté des Alliés. De plus, l'implication allemande dans l'opération anti-grecque Ayvalik a eu un impact négatif sur le roi pro-allemand Constantin de Grèce dont l'avenir en Grèce est devenu précaire.
De 1919 à 1922, lorsque la région passa temporairement sous contrôle grec dans le cadre des termes du traité de Sèvres, seule la moitié de la population initiale d'Ayvalik revint. En septembre 1922, Ayvalik est occupée par les troupes du mouvement national turc et sa population grecque est évacuée de force. Au total, 3 000 citoyens ont été transportés vers l'intérieur de l'Anatolie dans le cadre des bataillons de travail et seuls 23 d'entre eux ont réussi à survivre, soit 0,76% du total.